# Барнеберг
Барнеберг (нем. Barneberg) — община в Германии, в земле Саксония-Анхальт. 
Входит в состав района Бёрде. Подчиняется управлению Обере Аллер.  Население составляет 759 человек (на 31 декабря 2006 года). Занимает площадь 8,80 км².